# Phyllophaga capillata
Phyllophaga capillata är en skalbaggsart som beskrevs av Blanchard 1851. Phyllophaga capillata ingår i släktet Phyllophaga och familjen Melolonthidae. Inga underarter finns listade i Catalogue of Life.